# 6756 Williamfeldman
6756 Williamfeldman este o planetă minoră (asteroid), cu un diametru de 3,948 km, din centura de asteroizi. A fost descoperită pe 7 noiembrie 1978 la Observatorul Palomar de Eleanor F. Helin. 
Obiectul prezintă o orbită caracterizată de o semiaxă mare de 2,6820001 UAi, o excentricitate de 0,18, o înclinație de 3,64583 ° în raport cu ecliptica.